# Мельгунов Сергій Петрович
Сергій Петрович Мельгунов (25 грудня 1879 (6 січня 1880), Москва — 26 травня 1956, Шампіньї, поблизу Парижа) — російський історик та політичний діяч (спочатку кадет, «Партія народної свободи», з 1907 року — Енес), учасник антибільшовицької боротьби після Жовтневої революції. Популярність як історик здобув завдяки історичним дослідженням, присвяченим історії російської революції та Громадянської війни, що забезпечили йому особливе місце в російській історіографії. Досліджував також історію російської церкви та громадських рухів.

## Походження
Народився в Москві в старовинній дворянській родині. Батько, Петро Павлович Мельгунов (1847 — 1894) — професор Московського університету, відомий історик, ботанік та педагог, з дворянського роду Мельгунова. Мати, Надія Федорівна Грушецька (17.08.1853) — з дворянського роду Грушецьких. Дідом Сергія по матері був двоюрідний брат декабристів Матвія та Сергія Муравйових-Апостолів Федір Олександрович Грушецький, який також був притягнутий до дізнання у справі декабристів. Серед предків Мельгунова був і вельможа часів царювання Катерини Олексій Петрович Мельгунов (1722 — 1788).
Родичами Сергію Мельгунова є відомий громадський діяч XIX століття Микола Олександрович Мельгунов, який співпрацював з Герценом, а також Юлій Миколайович Мельгунов, видатний етнограф та музикознавець.

## Освіта
1899 року закінчив гімназію після чого поступи на історико-філологічний факультет Московського університету. Під час навчання брав участь у роботі наукового студентського гуртка, опублікував 2 популярні брошури: «Карл Великий» (1899 рік) і «Араби і Магомет» (1901). Брошури отримують позитивні оцінки в російській пресі. Незабаром гурток був перетворений в історичну комісію при Навчальному відділі Товариства поширення технічних знань, головою якої стає Сергій Мельгунов. 1904 року закінчив історико-філологічний факультет Московського університету.

## Довоєнна діяльність
Одразу після закінчення університету деякий час займався викладанням у московських приватних гімназіях та входив до Педагогічного товариства при Московському університеті.
З 1900 по 1916 роки Мельгунов публікувався в різних періодичних виданнях, у тому числі в газеті «Русские ведомости», де опублікував понад 250 статей на різні теми, в першу чергу церковні.
1906 року член партії кадетів. З 1907 року член Народно-соціалістичної партії.
В 1905 — 1906 рр. брав участь у створенні видавництв «Народне право» та «Вільна Росія», а також першого в Росії Союзу вільних книговидавців.
1911 року Мельгунов організовує своє найвідоміше підприємство — кооперативне видавниче товариство «Задруга», головою правління якого він залишався до ліквідації останнього більшовиками в 1922.
До цього моменту Мельгунов остаточно отримує визнання як професійний історик. Значний відгук отримали багато з його робіт, а до моменту висилки більшовиками з Росії Мельгунов встигає видати 2 книги: «З історії релігійно-суспільних рухів у Росії XIX ст.» 1919 року і «Релігійно-суспільні рухи XVII — XVIII ст. в Росії» 1922 року.
В 1913 — 1923 роки редактор-видавець журналу «Голос минулого».

## Перша світова війна
Під час війни Мельгунов надавав підтримку заходам, спрямованим на підвищення обороноздатності країни. Одночасно він активно протестував проти шовінізму. Мельгунов навіть вийшов з московського Літературно-Мистецького гуртка у відповідь на запропоновані його членами заходи по виключенню з нього осіб з німецькими прізвищами.
У 1915 зробив спробу об'єднання соціалістичних сил Росії шляхом організації газети народницького напряму «Наше життя», але спроба не вдалася через донос агента поліції, який вважав, що, раз у списку її співробітників є Мельгунов, значить від газети слід очікувати «найнеприємнішого».

## Після Лютневої революції

Сергій Петрович Мельгунов

В 1917 громадсько-політична діяльність Мельгунова стала ще активнішою. Сергій Петрович в Лютий перебував у Петрограді і став безпосереднім свідком подій, пов'язаних з лютневої революцією. Це дозволило йому згодом відображати хід революційних подій з урахуванням особистих спостережень.
У березні 1917 року увійшов до складу організаційного комітету партії народних соціалістів і був обраний на першому ж з'їзді в квітні до складу її ЦК. Мельгунов займав пост товариша Голови ЦК Трудової народно-соціалістичної партії (ТНСП) та одночасно редагував московські друковані органи: журнал «Народний соціаліст» та «Народне слово».
У березні 1917 року отримав призначення відповідального за обстеження та прийом архівів Міністерства внутрішніх справ, Московської духовної консисторії та Місіонерського ради. Очолив Комісію з розробки політичних справ Москви (Архів політичних справ Москви) згідно з спеціального Декрету Тимчасового уряду від 22 березня 1917.
Ці призначення в архіви дали можливість історику приступити до видання в 1918 році серії «Матеріали з історії суспільного та революційного руху в Росії» у видавництві «Задруга». Однак, незважаючи на грандіозні плани, випустити вдалося лише один збірник двома виданнями 1918 року — збірник документів Московського охоронного відділення «Більшовики». Збірки «1905», «Травневий погром в Москві 1915 року», «Ходинка», «Російська провокація», «Цензурна політика самодержавства» та деяких інших надрукувати не встигли.
19 квітня 1918 Комісія була ліквідована більшовиками. У створений на її місці Архивно-політичний відділ при РНК Москви та Московської області доступ для Мельгунова був закритий.

### Кандидат у члени Установчих Зборів
Був висунутий московською обласною організацією ТНСП кандидатом у члени Установчих Зборів. Передвиборна програма Мельгунова полягала в об'єднанні «всіх одномислящіх партійних угруповань», що, на його думку, повинно було стати «ознакою нашої політичної зрілості та найбільшої перемоги російської демократії». Але на виборах як Мельгунов, так і його партія зазнали поразки.

## Після Жовтневої революції
Сергій Петрович зустрів жовтня 1917 року насторожено, але підписання більшовиками Брестського миру змусило Мельгунова вже вступити в боротьбу з владою більшовиків.
З точки зору ідеологічної, переконаний соціаліст Мельгунов, для якого головною цінністю були «інтереси людської особистості як такої», також не міг примиритися з «пролетарської диктатурою» та класовим терором як «революційною доцільністю».
У програмній статті «Боротьба до кінця», закликаючи російську інтелігенцію об'єднатися проти більшовиків, заявляв, що «у нас колись був один спільний ворог. І тепер знову він лише один. Для боротьби з ним в цей момент мають об'єднатися всі інтелігентні демократичні сили» («Народне Слово», 1918, 21 квітня., З. 5). Один з небагатьох соціалістичних діячів, що вступили у співпрацю з підпільними монархічними організаціями.
У боротьбі з більшовиками Мельгунов стає керівником «Союзу Відродження Росії» та «Тактичного центру», з квітня 1919 змушений перейти навіть на напівлегальне становище. У цей період Сергій Петрович був підданий новою владою 25 обшукам і 5 арештам.
По справі «Тактичного центру» був заарештований 7.02.1920 і в серпні засуджений до смертної кари, заміненої 10 роками тюремного ув'язнення; звільнений 15.02.1921 під тиском наукової громадськості, завдяки заступництву В. Н. Фігнера, П. А. Кропоткіна, Н. С. Тютчева, Н. А. Морозова та інших, але в травні 1922, після закінчення процесу над партією есерів, знову заарештований та засуджений до заслання в м Чердинь; в жовтні 1922 року висланий за кордон, оскільки в цей раз вироки по процесах Тактичного Центру та партії есерів були замінені висилкою за кордон. У список осіб, що висилаються, Мельгунов потрапив завдяки наполегливості В. Н. Фігнер, і, таким чином, став емігрантом всупереч своїм власним бажанням.
1925 року Мельгунов переїжджає до Праги, де і видаються його збірки, починаючи з 9-о номера.
У 1926 переїхав до Париж. Тут випускаються його збірки «Голос минулого на чужій стороні» в 1926 — 1928 роках у видавництві «Н. П. Карбасніков».
Гадав необхідним створення єдиного антикомуністичного фронту всього політичного спектру російської еміграції.

### Тижневик «Боротьба за Росію»
З 1926 року кілька років брав участь у виданні політичного тижневика «Боротьба за Росію», що в першу чергу призначався для розповсюдження в Радянській Росії. Політична програма тижневика не лише відкидала які б то не було контакти російської еміграції з Радянською Росією, а й закликала до боротьби з нею в повній відповідності з заявою самого Мельгунова у пресі, що збройна боротьба — це єдиний засіб повалення влади більшовиків. Проти цієї програми виступила більша частина еміграції: від П. Н. Мілюкова до А. Ф. Керенського. Підтримку Мельгунова в цьому питанні висловила лише група П. Б. Струве.
Напрямку роботи тижневика відповідали та власні публікації С. П. Мельгунова. У лютому — травні 1931 публікуються фрагменти книги «Чекістський Олімп», де Мельгунов дає портрети «вождів» та організаторів ВЧК, з якими автору довелося спілкуватися під час арештів 1919 — 1922 років: Ф. Е. Дзержинського, В. Р. Менжинського, М. С. Кедрова, М. В. Криленко. Сучасний історик-біограф С. П. Мельгунова д.і.н. Ю. Н. Ємельянов не виключає можливості того, що ці нариси та лягли в основу книги Р. Б. Гуля «Дзержинський. Менжинський. Петерс. Лацис. Ягода», виданої в Парижі 1935 року.
Робота в тижневику «Боротьба за Росію» приводить С. П. Мельгунова до співпраці з секретними офіцерськими емігрантськими організаціями та прихильником активних дій проти радянської влади генералом А. П. Кутеповим, які здійснювали зв'язок через своїх підпільних агентів з «під'яремною Росією».
Робота «Боротьби за Росію» виявилася пов'язаною зі "Другим «Трестом»", що прийняв як програму діяльності програму боротьби за Росію С. П. Мельгунова. Радянська контррозвідка за допомогою провокаторів, інформаторів та стеження досягла успіху в ліквідації цієї підпільної організації, і Мельгунову довелося на деякий час припинити спрямовану проти Радянської Росії політичну діяльність. Невдача політичних акцій та недолік фінансування призвели до кінця тижневика «Боротьба за Росію».

### Передвоєнні роки
Напередодні Другої світової війни Сергій Петрович отримує широку популярність як активний учасник багатьох історичних досліджень. Був підготовлений збірник «Справи і люди Олександрівського часу», куди увійшли всі його роботи на цю тему ще з російських публікацій.
У роботі був і другий том роботи Мельгунова за тематикою декабристів. Однак слава Мельгунова як історика стала результатом загального визнання в професійних, а також широких колах, яке він здобув в еміграції завдяки своїм дослідженням російської революції та Громадянської війни. Згодом Мельгунов зосереджує свої наукові інтереси саме на цій темі і випускає цілий ряд робіт:
- «На путях к дворцовому перевороту: заговоры перед революцией 1917 года» (Париж, 1931),
- «Н. В. Чайковский в годы гражданской войны» (Париж, 1929),
- «Гражданская война в описании Милюкова» (Париж, 1929),
- «Трагедия адмирала Колчака» (Белград, 1930—1931),
- «Золотой немецкий ключ к большевицкой революции» (Париж, 1940)

#### Книга С. П. Мельгунова «Червоний терор в Росії»
У науковій та політичній роботі С. П. Мельгунова особливе місце по праву займає книга «Червоний терор в Росії», що викликала сильний громадський та міжнародний резонанс. Вже восени 1923 газети повідомили, що історик Мельгунов готує книгу про терор, розв'язаний в Росії більшовиками нібито у відповідь на «білий терор» буржуазії. Вперше книга була опублікована в Німеччині наприкінці 1923 року. Вихід книги обійшовся Мельгунову в «шість тижнів безсоння та офіційного позбавлення російського громадянства». Уже 1924 року вона була перевидана 2-му виданням, істотно доповненим. У 1975 і 1985 рр. книга вийшла в Нью-Йорку третім та четвертим виданнями. 1990 року «Червоний терор в Росії» вперше вийшов в СРСР. Книга була перекладена на безліч іноземних мов: німецьку, англійську, іспанську, голландська, французька.
Основне питання, поставлене істориком в книзі: чи є червоний терор явищем класового характеру, або ж він спрямований проти всіх людей, яких більшовики можуть оголосити «ворогами Радянської влади»?
При роботі над книгою історик використовував дуже широку гаму матеріалів, в тому числі абсолютно беззаперечний, наприклад видання ВЧК і надзвичайок на місцях. Історик групує колосальний фактичний матеріал за критерієм видів прояву терору, і, підбором фактів, визначає характер явища масового революційного терору.
Книга виходила в складній обстановці: у Європі йшов процес над білоемігрантом М. Конраді, що вбив радянського дипломата Воровського з бажання «помститися більшовикам за звірства ВЧК». Власне справа перетворилася на показовий процес над ВЧК: безліч свідків давали свої свідчення слідству про пережите в більшовицькій Росії. Участь у процесі С. П. Мельгунова зіграла важливу роль, оскільки на прохання захисника підсудного Теодора Обеля, історик, вважаючи за потрібне довести до відома Європи факти російської дійсності, представив матеріал для характеристики Червоного терору в Росії.
Перше видання книги було помічено всієї зарубіжною печаттю. Одностайно відзначалася заслуга автора, який сумлінно та скрупульозно систематизував колосальний матеріал, що характеризує таке явище як Червоний терор більшовиків.
Друге видання роботи Мельгунова було підготовлено при використанні матеріалів Особливою слідчої комісії з розслідування злодіянь більшовиків при головнокомандувачі ЗСПР генералі А. І. Денікіні. Ці матеріали були вивезені з уже радянської Росії в 1920.

##### Значення книги
Як зазначає біограф Сергія Мельгунова д.і.н. Ю. Н. Ємельянов, важливе історико-політичне значення книги Мельгунова полягає в тому, що доведені істориком на підставі підсумовування фактів, що «червоний терор» не був терором пролетаріату, а був типовим партійно-груповим терором РКП(б), партійною та ідеологічною диктатурою влади.
На його ж думку, не менш важливе значення книги полягає в тому, що вона служить живою та наочною ілюстрацією, що викриває демагогію, якою оперують ідеологи комунізму, одних спокушаючи, інших розкладаючи.

##### Критика
Історик І. С. Ратьковський, оцінюючи загальне число розстріляних ЧК за перше півріччя 1918 приблизно в 200 осіб, пише про помилки, допущенні, на його думку, в цьому питанні С. П. Мельгуновим, яким наведено орієнтовні дані про 884 розстріляних надзвичайними комісіями за цей період. Наприклад, згідно з результатами дослідження Ратьковського, 300 осіб, розстріляні в Петрограді після 5 вересня 1918, були помилково віднесені Мельгуновим до першого півріччя, тобто до часу до оголошення червоного терору. Подібну помилку Ратьковський знаходить і в оцінці Мельгунова діяльності Уральської ЧК (там різниця становить 35 осіб). Неправомірним називає Ратьковський та віднесення Мельгунова всіх розстріляних на місці події виключно до діяльності ЧК.

### Друга світова війна
Під час Другої світової війни, перебуваючи під Парижем, рішуче відкинув будь-яку форму співпраці з Німеччиною.
У післявоєнні роки виступав проти прорадянських настроїв в еміграції, стверджував, що «Сталіну не можна вірити», «надія на мирну еволюцію більшовицької влади, на мирне співжиття з червоним самодержавством утопія». На цій платформі видавав з 1946 року збірники «Вільний голос» (далі під ін. Назв.: в 1948-57 — «Російський демократ», № 15-27). В 1950-54 редактор журналу «Відродження». З 1948 голова Союзу боротьби за свободу Росії, з 1951 голова координаційного центру антибільшовицької боротьби.
Реабілітований у 1992.

## Твори
- Дворянин и раб на рубеже XIX в. // Великая реформа. Т. 1. С. 241—260
- Как создавалась в России государственная церковь? — М., 1917. — 14 с.
- Наши монастыри. (К вопросу о секуляризации монастырских земель). — Пг. — М., 1917. — 15 с.
- Последний самодержец. (Черты для характеристики Николая II). М.: Задруга, 1917. — 16 с.
- Церковь в Новой России, М, 1917. — 14 с.
- Н. В. Чайковский в годы гражданской войны: (Материалы для истории русской общественности). — Париж: Родник, 1929. — 320 с.
- Воспоминания и дневники, в. 1-2, Париж, 1964.
- Воспоминания и дневники. — М.: Индрик, 2003. — 528 с. ISBN 5-85759-220-8
- На путях к дворцовому перевороту. (Заговоры перед рев-цией 1917 г.), Париж, 1931 [Архівовано 5 березня 2016 у Wayback Machine.];
- «Золотой немецкий ключ» к большевистской революции, Париж, 1940 [Архівовано 18 листопада 2009 у Wayback Machine.];
- Мартовские дни 1917 года. Париж, 1961. Часть 1 [Архівовано 4 березня 2016 у Wayback Machine.], Часть 2 [Архівовано 4 березня 2016 у Wayback Machine.]
- Как большевики захватили власть. Октябрьский переворот 1917 года; Часть 1 [Архівовано 4 березня 2016 у Wayback Machine.], Часть 2 [Архівовано 5 березня 2016 у Wayback Machine.]
- Легенда о сепаратном мире
- «Красный террор» в России. 1918—1923 [Архівовано 13 березня 2013 у Wayback Machine.], М., 1990.
- Масонство в его прошлом и настоящем: в 2 т. / Под ред. С. П. Мельгунова и Н. П. Сидорова. — Репринтное издание 1914—1915 гг. — СПб.: Альфарет, 2006.
- Судьба Императора Николая II после отречения
- Трагедия адмирала Колчака. В 2-х кн. М., 2004. (Первое издание: Белград, 1930).
- Гражданская война в освещении Милюкова